# Vincenzo Foppa

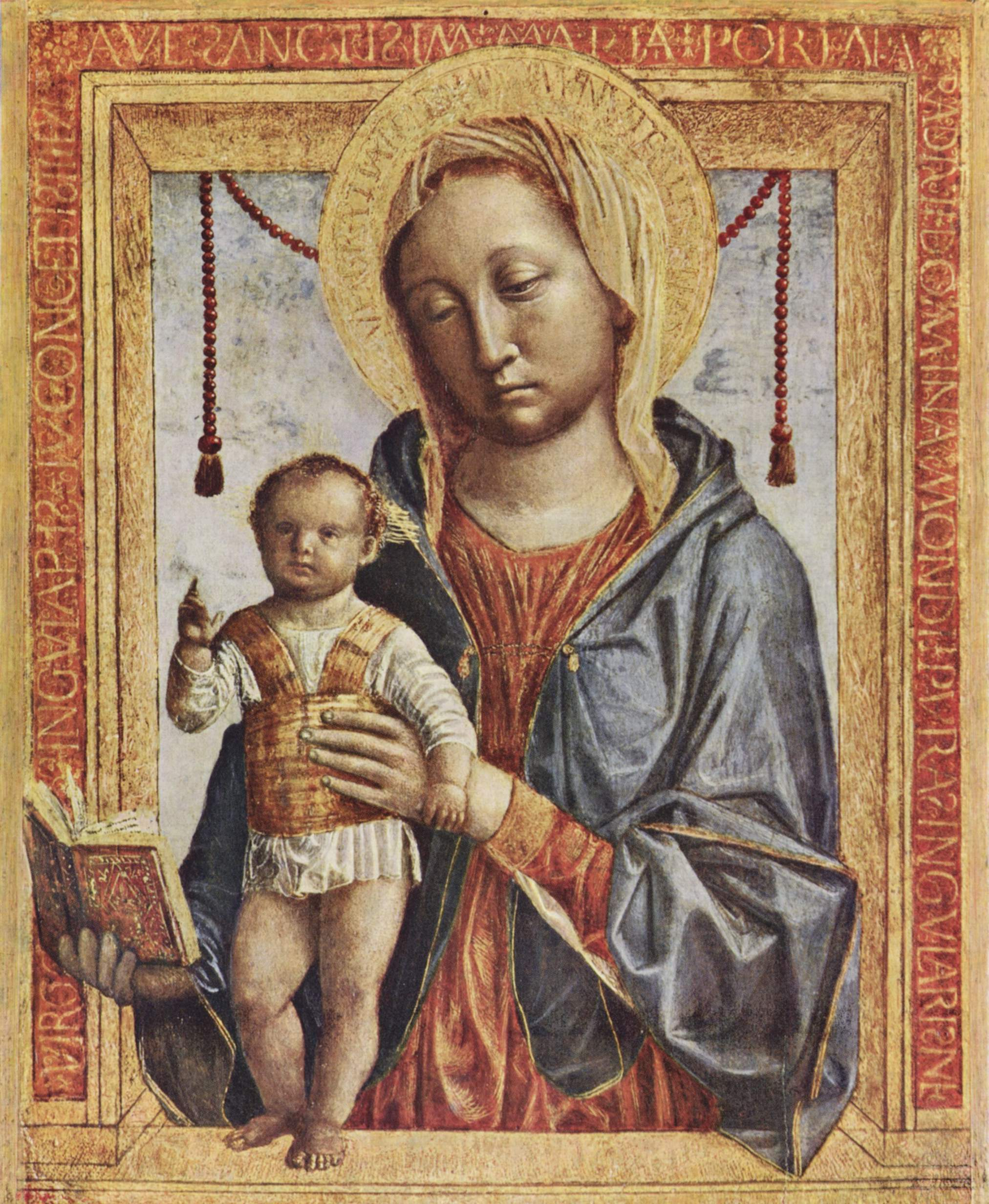
Madonna met Kind of Madonna van het boek, ca. 1475, Museo del Castello Sforzesco, Milaan

Vincenzo Foppa (Bagnolo Mella, ca. 1430 - ca. 1515) was een Italiaans renaissanceschilder. 
Foppa werd geboren in Bagnolo Mella, nabij Brescia in the Republiek Venetië. Hij vestigde zich rond 1456 in Pavia en ontpopte zich als een van de belangrijkste Lombardische schilders. In 1489 keerde hij terug naar Brescia. Zijn stijl vertoont overeenkomsten met die van Andrea del Castagno, Carlo Crivelli en Andrea Mantegna. Volgens Vasari was hij opgeleid in Padua. Zijn werk kenmerkt zich door duidelijke omtreklijnen en een sterk gebruik van perspectief.
Onder zijn beste werken bevinden zich de fresco's in the Pinacoteca di Brera in Milaan en in de San-Eustorgio, eveneens in Milaan.